# Epigastrična kila
Epigastrična kila je jedna od kila prednjeg trbušnog zida koja nastaje kroz defekt na linei albi. 

## Klinička slika
Lokalizovana je obično na sredini između ksifoidnog nastavka (лат. processus xsyphoideusa) i pupka, i najčešće se pojavljuje prolabira - njem preperitonealni lipom, koji se u tom regionu često sreće.
Potkožni pseudotumor se postepeno povećava, povlačeći za sobom peritonealni sak, koji je obično bez sadržaja, ili sadrži samo deo omentuma.
- Dijafragmatično ispupčenje izazvano dijafragmatičnom  kilom
- Ultarzvučni nalaz dijafragmatične  kile

## Terapija
Lečenje je operativno i ne odnosi se samo na odstranjenje lipoma, već i na zatvaranje i ojačanje defekta na linei albi, fascijom ili uz primenu sintetičkog materijala (MESH mrežice) u slučaju većeg defekta.

## Literatura
- Doherty GM, Way LW, editors. Current Surgical Diagnosis & Treatment. 12th Edition. New York: Mcgraw-Hill; 2006.

## Spoljašnje veze
- Dečja hirurgija Архивирано на веб-сајту  (9. мај 2021)

|  | Molimo Vas, obratite pažnju na važno upozorenje u vezi sa temama iz oblasti medicine (zdravlja). |